# Rudolph F. Zallinger
Rudolph Franz Zallinger (12 de noviembre de 1919-1 de agosto de 1995) fue un artista de origen austriaco y ruso que residió en los Estados Unidos.
Su obra más importante probablemente sea el mural La Edad de Reptiles (1947) en el  Museo Peabody de Historia Natural de la Universidad de Yale. Su representación del Tyrannosaurus rex  influyó en el diseño del monstruo Godzilla presentado en la película homónima producida en 1954 por los  Estudios Toho y en otras secuencias de dicha película aparecen imágenes tomadas del mural de Zallinger.
Otros trabajos prominentes de Zallinger fueron:
- La Edad de los Mamíferos (mural) —  de 18.3 x 1.5 m (60 x 5 pies) un mural pintado, con la técnica del fresco-secco,  entre 1961 y 1967, que actualmente se exhibe en la pared del sur del Museo Peabody de Historia Natural en Yale.[1]
- La Marcha de Progreso (1965) — una imagen de divulgación científica (recoge la evolución de los primates incidiendo en la adaptación a la postura erguida) que se ha vuelto muy popular y casi universalmente reconocida.

## Biografía
Zallinger Nació en Irkutsk, Siberia en 1919. Estudió en la  Escuela de Bellas artes de Yale gracias a becas durante la Gran Depresión. Se formó como ilustrador, y fue profesor en Yale tras su graduación. El museo Peabody le contrató para pintar el mural en 1943 por 40 dólares semanales, y Zallinger siguió un curso acelerado de paleontología para prepararse. Es uno de los murales más grandes del mundo: mide 33,5 metros por 4,9 metros. Tardó más de 4 años y medio en acabarlo (desde 1943 a 1947) Un detalle del mural apareció en un sello de correos de los Estados Unidos en 1970. Tras esta obra, el museo lo nombró  “artista residente”, cargo que ocupó hasta su muerte.
Zallinger recibió numerosos encargos, y entre ellos muchas ilustraciones para artículos de la revista  Life. En sus pinturas, además de dinosaurios, encontramos temas como la Revolución rusa, los grandes bosques lluviosos de la Guayana Holandesa (ahora Surinam) la Civilización Minoica de la antigua Creta, y muchos otros.
Fue profesor en la Facultad de Bellas Artes de Yale, la Facultad de Bellas Artes de la Universidad de Hartford (en West Hartford), y la Escuela de Arte Paier en Hamden.
Mientras estudiaba en Yale, conoció a la también artista ilustradora Jean Farquharson Day (1918-2007). Se casaron el 27 de septiembre de 1941 y tuvieron tres hijos, los tres también artistas ilustradores: Peter Franz Zallinger (1943), Kristina Zallinger (1945) y Lisa Day Zallinger (1949). La esposa de Zallinger fue una reconocida ilustradora de docenas de libros infantiles.